# Culicidae

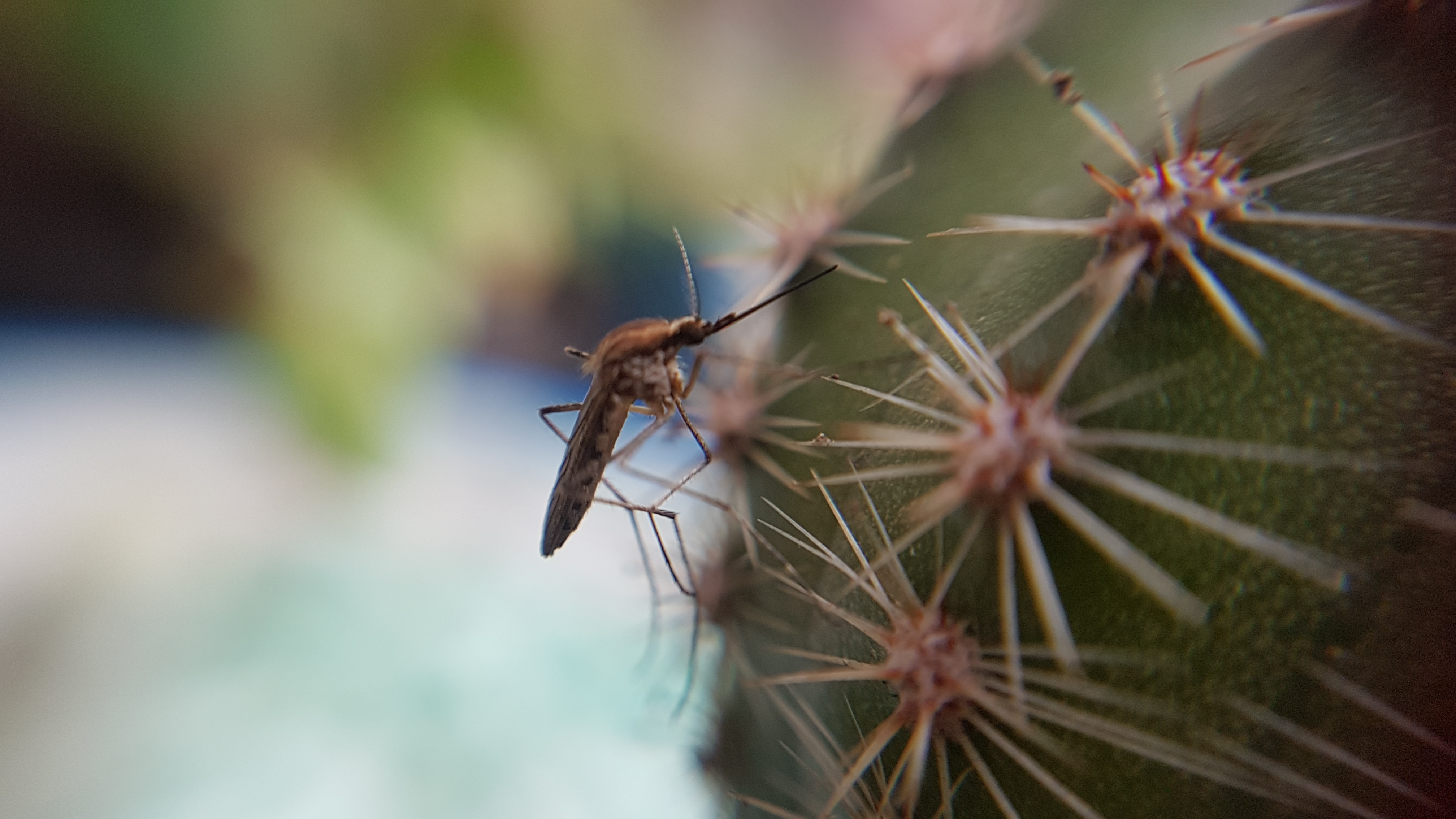
Mosquito y cactus. Visto con un lente macro.

Los culícidos (Culicidae) son una familia de dípteros nematóceros conocidos coloquialmente como mosquitos, moyotes (en México) y en algunas partes de América como zancudos. Incluye, entre otros, los géneros Anopheles, Culex, Psorophora, Ochlerotatus, Aedes, Sabethes, Culiseta y Haemagogus. En la actualidad existen un total de 39 géneros y 135 subgéneros reconocidos con algo más de 3500 especies reconocidas. El descubrimiento de nuevas especies, así como cambios en la sistemática y las dificultades en la aceptación de algunos taxones, hace imposible reflejar cifras exactas. Son insectos voladores que poseen un cuerpo delgado y patas alargadas; el tamaño de los adultos varía según las especies, pero rara vez superan los 15 mm. Las larvas y pupas se desarrollan en el agua.

## Alimentación
En la mayoría de los culícidos hembra, las piezas bucales forman una larga probóscide preparada para perforar la piel de los mamíferos (o en algunos casos de aves, reptiles o anfibios) para succionar su sangre. Las hembras requieren del aporte de proteínas de la sangre para poder iniciar el ciclo gonotrófico y poder hacer así una puesta de huevos. Cada puesta ha de ser precedida de la ingesta de sangre. La dieta de los machos consiste en néctar, savia y jugos de frutas, generalmente ricos en azúcares. Los órganos bucales de los machos difieren de los de las hembras en aquello que los habilita para succionar sangre. Excepcionalmente, las hembras de un género de mosquitos, Toxorhynchites, no ingieren sangre y sus larvas son predadoras de otras larvas de mosquitos. El comportamiento picador (trófico) de estas especies es muy variable habiendo especies que pican preferentemente a las aves y otras a los mamíferos con toda una gradación intermedia. Los mosquitos matan alrededor de 600.000 personas al año.

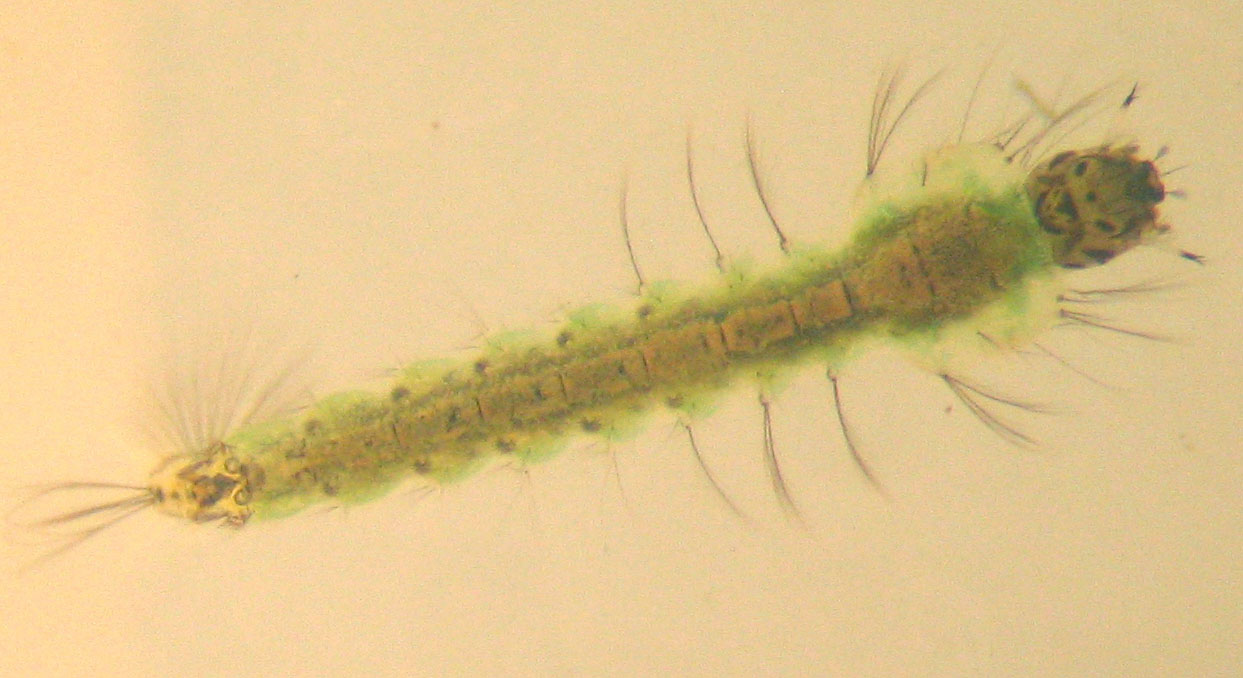
Larva de Anopheles, aproximadamente 8 mm de largo, sur de Alemania.

## Ciclo de vida

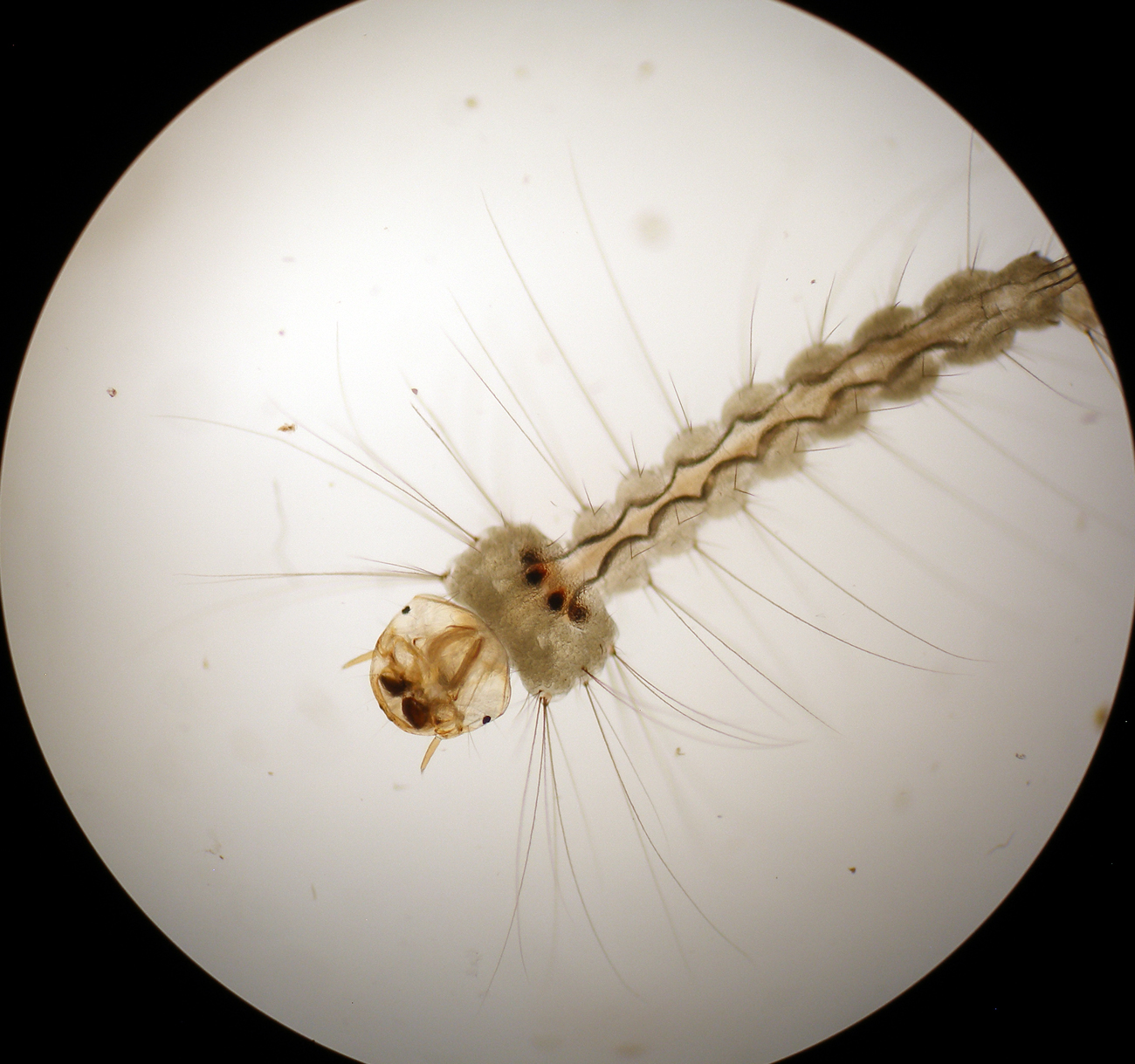
Imagen del mosquito de la planta jarra Wyeomyia smithii, que muestra la segmentación y la anatomía parcial del sistema circulatorio.

### Resumen
Como todas las moscas, los mosquitos pasan por cuatro etapas en sus ciclos de vida: huevo, larva, pupa y adulto o imago. Las primeras tres etapas (huevo, larva y pupa) son en gran parte acuáticas. Cada una de las etapas suele durar de cinco a catorce días, según la especie y la temperatura ambiente, pero existen importantes excepciones. Los mosquitos que viven en regiones donde algunas estaciones son heladas o sin agua pasan parte del año en diapausa; retrasan su desarrollo, por lo general durante meses, y continúan con la vida solo cuando hay suficiente agua o calor para sus necesidades. Por ejemplo, las larvas Wyeomyialas suelen congelarse en trozos sólidos de hielo durante el invierno y solo completan su desarrollo en primavera. Los huevos de algunas especies de Aedes permanecen ilesos en diapausa si se secan y eclosionan más tarde cuando están cubiertos por agua.
Los huevos eclosionan para convertirse en larvas, que crecen hasta que pueden convertirse en pupas. El mosquito adulto emerge de la pupa madura mientras flota en la superficie del agua. Los mosquitos chupadores de sangre, dependiendo de la especie, el sexo y las condiciones climáticas, tienen una esperanza de vida adulta que va desde una semana hasta varios meses. Algunas especies pueden pasar el invierno como adultos en diapausa.

### Crianza
En la mayoría de las especies, las hembras adultas ponen sus huevos en agua estancada: algunas ponen cerca de la orilla del agua mientras que otras colocan sus huevos en plantas acuáticas. Cada especie selecciona la situación del agua en la que deposita sus huevos y lo hace de acuerdo con sus propias adaptaciones ecológicas. Algunos se reproducen en lagos, otros en charcos temporales. Algunos se reproducen en pantanos, otros en marismas. Entre los que se reproducen en agua salada (como Opifex fuscus), algunos se sienten igualmente cómodos en agua dulce y salada hasta aproximadamente un tercio de la concentración de agua de mar, mientras que otros deben aclimatarse a la salinidad. Estas diferencias son importantes porque ciertas preferencias ecológicas mantienen a los mosquitos alejados de la mayoría de los humanos, mientras que otras preferencias los llevan directamente a las casas por la noche.
Algunas especies de mosquitos prefieren reproducirse en fitotelmata (reservorios naturales de las plantas), como el agua de lluvia acumulada en los agujeros de los troncos de los árboles o en las axilas de las hojas de las bromelias. Algunos se especializan en el líquido de cántaros de especies particulares de plantas de cántaro, sus larvas se alimentan de insectos en descomposición que se habían ahogado allí o de las bacterias asociadas; el género Wyeomyia proporciona tales ejemplos: la inofensiva Wyeomyia smithii se reproduce solo en los cántaros de Sarracenia purpurea.
Sin embargo, algunas de las especies de mosquitos que se adaptan a la reproducción en fitotelmas son peligrosos vectores de enfermedades. En la naturaleza, pueden ocupar cualquier cosa, desde un tronco de árbol hueco hasta una hoja ahuecada. Por lo general, estas especies se reproducen fácilmente en recipientes de agua artificiales. Estos charcos casuales son criaderos importantes de algunos de los vectores de enfermedades más graves, como las especies de Aedes que transmiten el dengue y la fiebre amarilla. Algunos con esos hábitos de reproducción son vectores desproporcionadamente importantes porque están bien situados para recoger patógenos de los humanos y transmitirlos. Por el contrario, no importa cuán voraces sean, los mosquitos que se reproducen y se alimentan principalmente en humedales remotos y marismas bien pueden permanecer sin infectar y, si se infectan con un patógeno relevante, rara vez se encuentran con humanos para infectar, a su vez.

### Huevos y oviposición

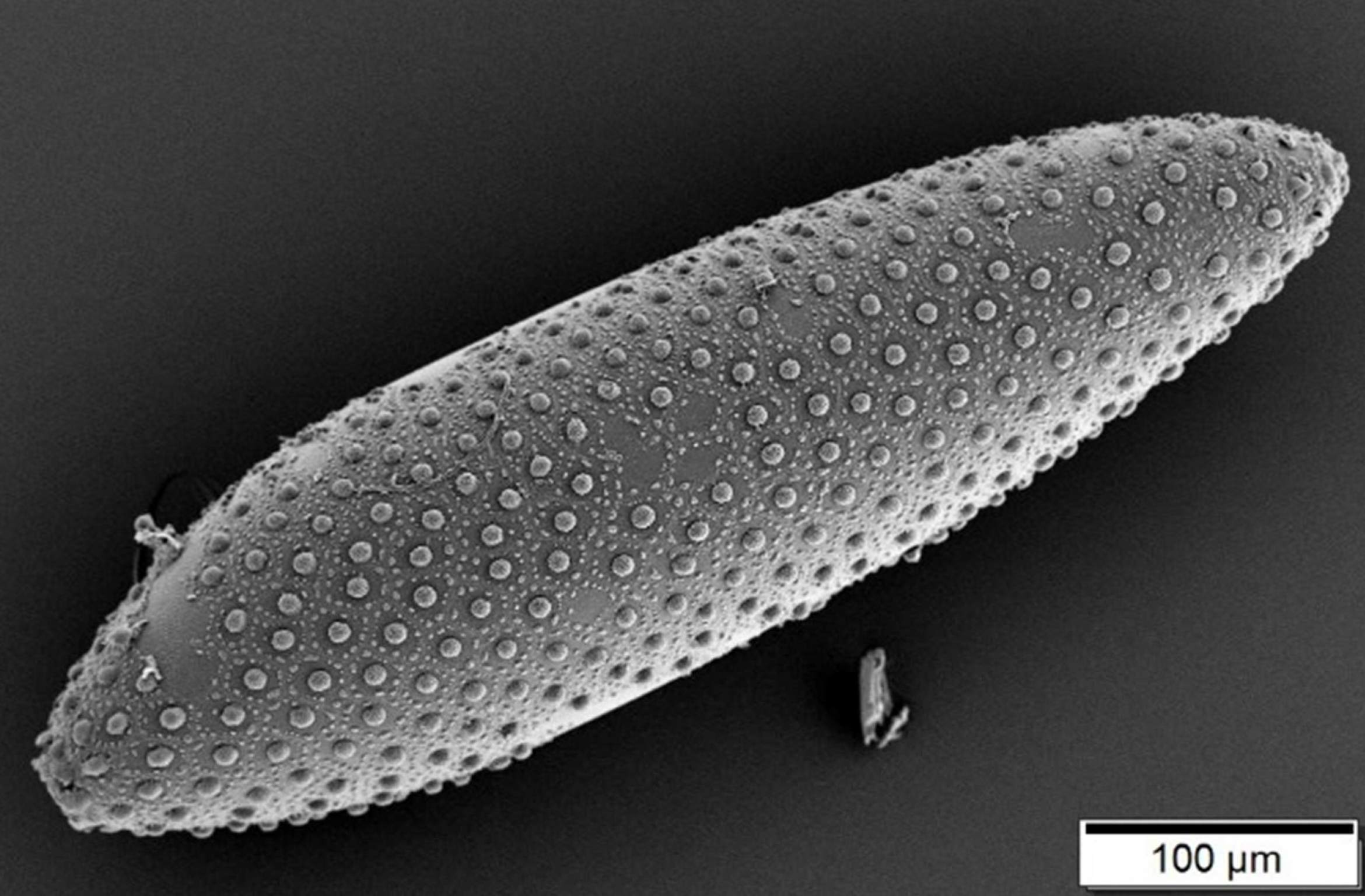
Micrografía electrónica de un huevo de mosquito

Los hábitos de oviposición de los mosquitos, las formas en que ponen sus huevos, varían considerablemente entre especies, y las morfologías de los huevos varían en consecuencia. El procedimiento más simple es el que siguen muchas especies de Anopheles; como muchas otras especies gráciles de insectos acuáticos, las hembras simplemente vuelan sobre el agua, subiendo y bajando hasta la superficie del agua y dejando caer huevos más o menos individualmente. El comportamiento de balanceo ocurre también entre algunos otros insectos acuáticos, por ejemplo, efímeras y libélulas; a veces se le llama "dapping". Los huevos de las especies de Anopheles tienen aproximadamente la forma de un cigarro y tienen flotadores a los lados. Las hembras de muchas especies comunes pueden poner de cien a doscientos huevos durante el curso de la fase adulta de sus ciclos de vida. Incluso con una alta mortalidad de huevos e intergeneracional, durante un período de varias semanas, una sola pareja reproductora exitosa puede crear una población de miles.

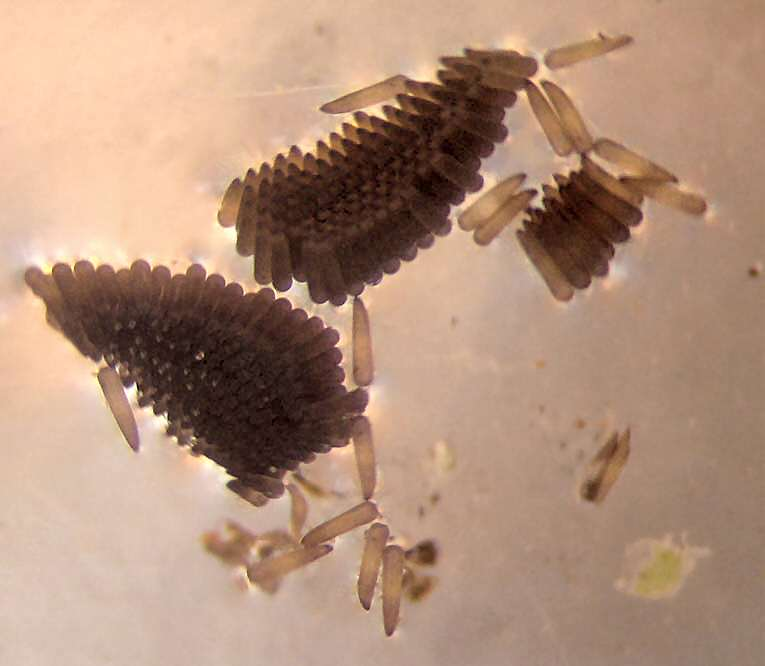
Una balsa de huevos de una especie de Culex, parcialmente rota, muestra formas de huevos individuales.

Algunas otras especies, por ejemplo los miembros del género Mansonia, ponen sus huevos en formaciones, generalmente adheridas a la superficie inferior de las almohadillas de nenúfares. Sus parientes cercanos, el género Coquillettidia, ponen sus huevos de manera similar, pero no adheridos a las plantas. En cambio, los huevos forman capas llamadas "balsas" que flotan en el agua. Este es un modo común de ovoposición, y la mayoría de las especies de Culex son conocidas por el hábito, que también ocurre en algunos otros géneros, como Culiseta y Uranotaenia. En ocasiones, los huevos de Anopheles también pueden agruparse en el agua, pero los grupos generalmente no se parecen mucho a balsas de huevos pegadas de forma compacta.
En las especies que ponen sus huevos en balsas, las balsas no se forman accidentalmente; la hembra de Culex se posa con cuidado en aguas tranquilas con las patas traseras cruzadas y, a medida que pone los huevos uno por uno, se contrae para colocarlos en una matriz con la cabeza hacia abajo que se pega para formar la balsa.
Las hembras Aedes generalmente dejan caer sus huevos individualmente, al igual que hacen los Anopheles, pero no por regla general en el agua. En cambio, ponen sus huevos en barro húmedo u otras superficies cercanas a la orilla del agua. Un sitio de oviposición de este tipo suele ser la pared de una cavidad, como un muñón hueco o un contenedor, como un cubo o un neumático de vehículo desechado. Los huevos generalmente no eclosionan hasta que se inundan, y es posible que tengan que soportar una desecación considerable antes de que eso suceda. No son resistentes a la desecación inmediatamente después de la oviposición, pero primero deben desarrollarse en un grado adecuado. Sin embargo, una vez que lo hayan logrado, pueden entrar en diapausa durante varios meses si se secan. Las nidadas de huevos de la mayoría de las especies de mosquitos eclosionan lo antes posible, y todos los huevos en la nidada eclosionan casi al mismo tiempo. Por el contrario, en un lote de Aedes los huevos en diapausa tienden a eclosionar de manera irregular durante un período prolongado de tiempo. Esto hace que sea mucho más difícil controlar estas especies que los mosquitos cuyas larvas pueden morir todas juntas cuando nacen. Algunas especies de Anopheles también se comportan de esa manera, aunque no con el mismo grado de sofisticación.

### Larva

Anatomía de una larva de Culex.

La larva del mosquito tiene una cabeza bien desarrollada con cepillos bucales que se utilizan para alimentarse, un tórax grande sin patas y un abdomen segmentado.
Las larvas respiran a través de espiráculos ubicados en sus octavos segmentos abdominales, o mediante un sifón, por lo que deben salir a la superficie con frecuencia. Las larvas pasan la mayor parte del tiempo alimentándose de algas , bacterias y otros microbios en la microcapa superficial.
Se han investigado el uso de larvas de mosquitos como carnada de otras moscas dípteras. En experimentos se han observado especies como Bezzia nobilis de la familia Ceratopogonidae cazan larvas de mosquitos.
Se sumergen bajo la superficie cuando se les molesta. Las larvas nadan ya sea por propulsión con sus cepillos bucales o por movimientos espasmódicos de todo su cuerpo.
Las larvas se desarrollan a través de cuatro estadios, después de los cuales se metamorfosean en pupas. Al final de cada estadio, las larvas mudan, su piel para permitir un mayor crecimiento.

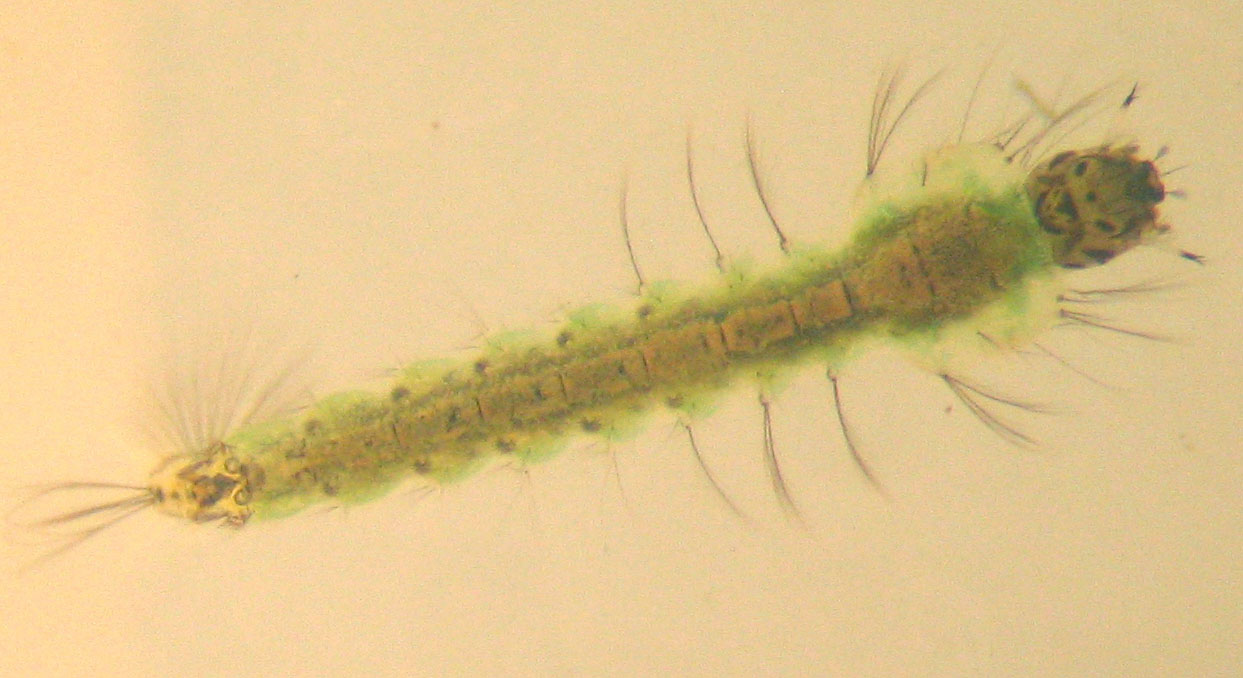
Larva de Anopheles del sur de Alemania, de unos 8 mm de largo
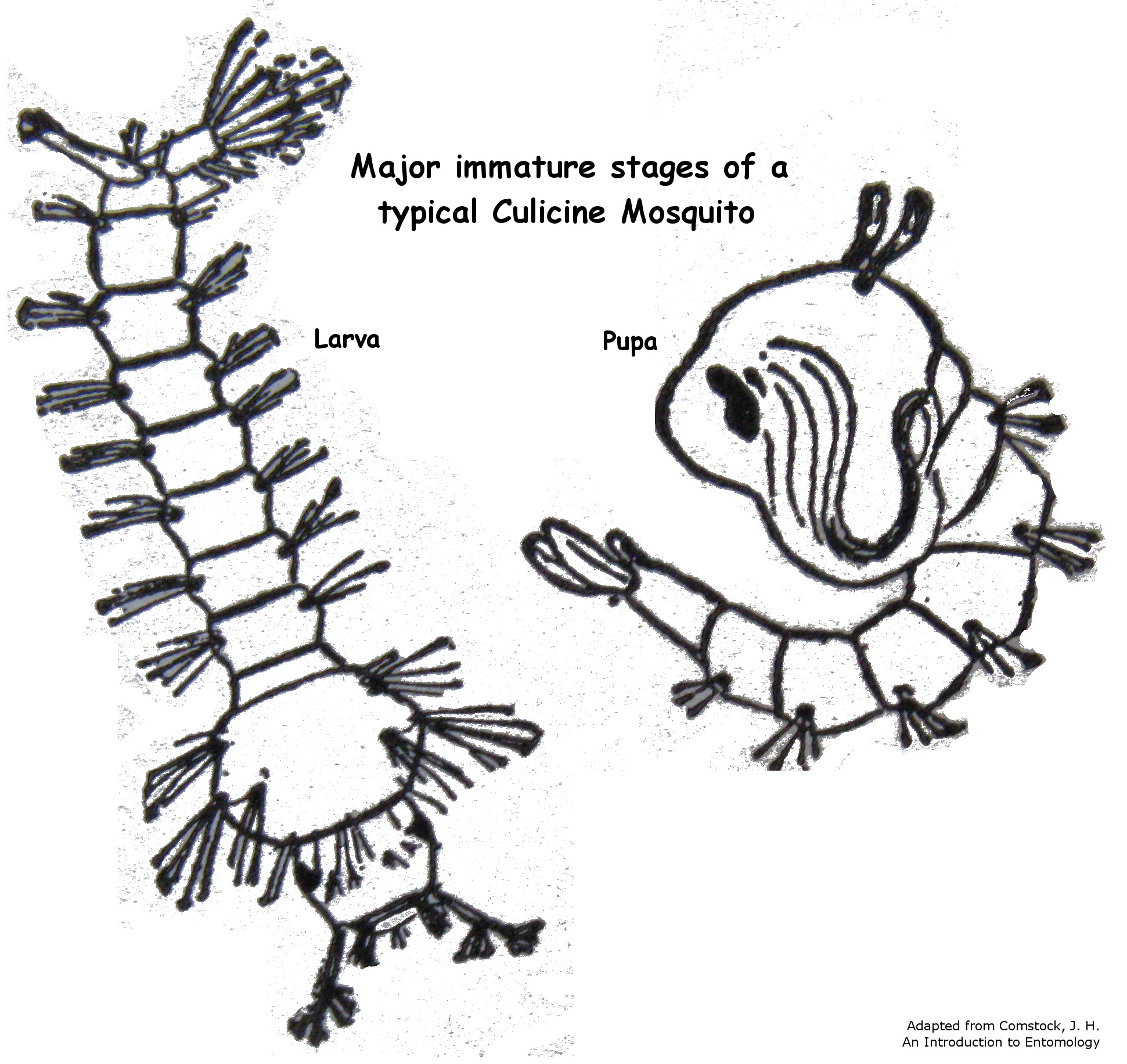
Larva y pupa de Culex
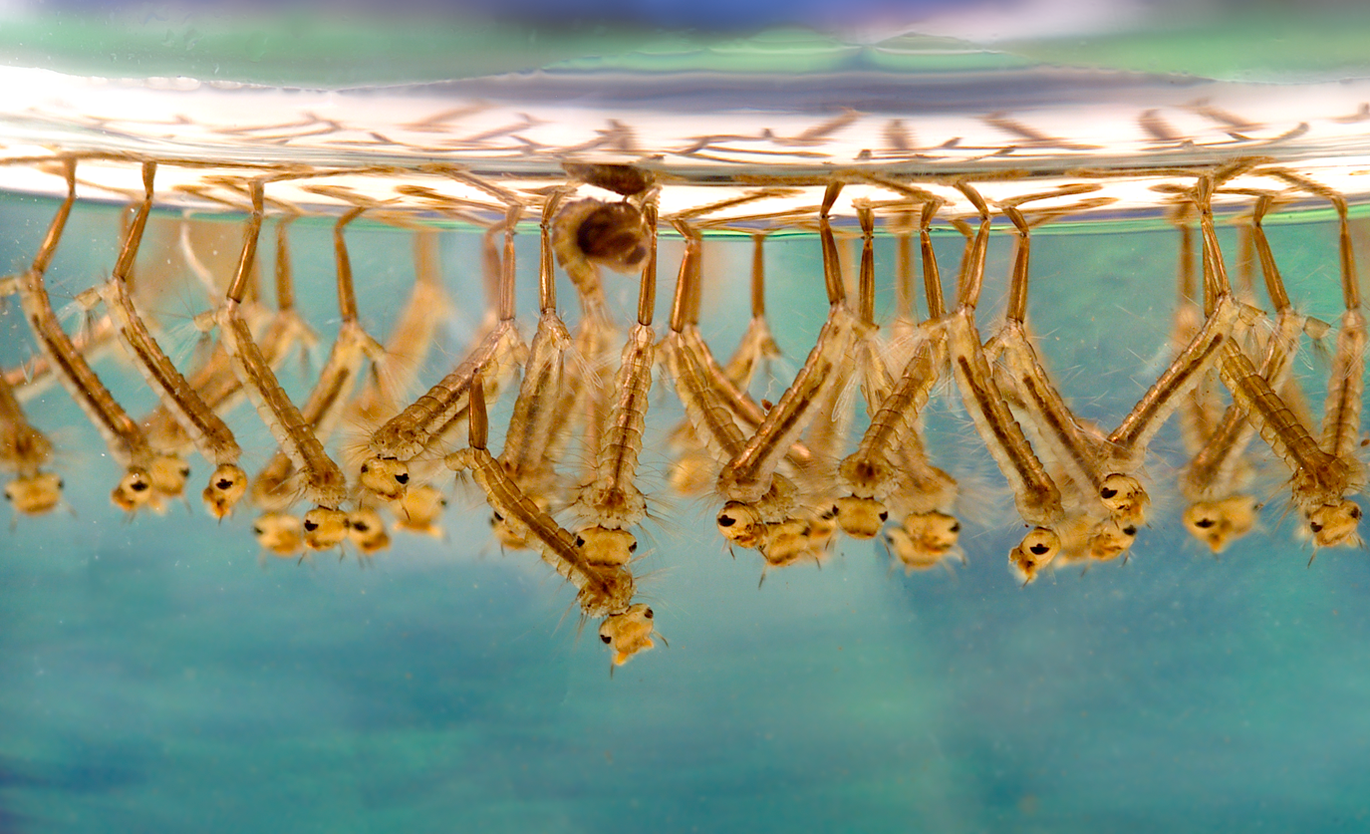
Larvas y una pupa de Culex

### Pupa
Como se ve en su aspecto lateral, la crisálida del mosquito tiene forma de coma. La cabeza y el tórax se fusionan en un cefalotórax, con el abdomen curvándose por debajo. La pupa puede nadar activamente volteando su abdomen, y comúnmente se le llama "tumbler" debido a su acción de natación. Al igual que con la larva, la pupa de la mayoría de las especies debe salir a la superficie con frecuencia para respirar, lo que hacen a través de un par de trompetas respiratorias en sus cefalotórax. Sin embargo, las pupas no se alimentan durante esta etapa; típicamente pasan su tiempo colgando de la superficie del agua por sus trompetas respiratorias. Si se alarman, digamos por una sombra que pasa, nadan ágilmente hacia abajo volteando el abdomen de la misma manera que lo hacen las larvas. Si no se les molesta, pronto vuelven a flotar.
Después de unos días o más, dependiendo de la temperatura y otras circunstancias, la superficie dorsal de su cefalotórax se divide y emerge el mosquito adulto. La pupa es menos activa que la larva porque no se alimenta, mientras que la larva se alimenta constantemente.

### Adulto

Anatomía de un mosquito adulto

El período de desarrollo desde el huevo hasta el adulto varía entre las especies y está fuertemente influenciado por la temperatura ambiente. Algunas especies de mosquitos pueden pasar de huevo a adulto en tan solo cinco días, pero un período más típico de desarrollo en condiciones tropicales sería de unos cuarenta días o más para la mayoría de las especies. La variación del tamaño corporal de los mosquitos adultos depende de la densidad de la población de larvas y del suministro de alimentos dentro del agua de cría.

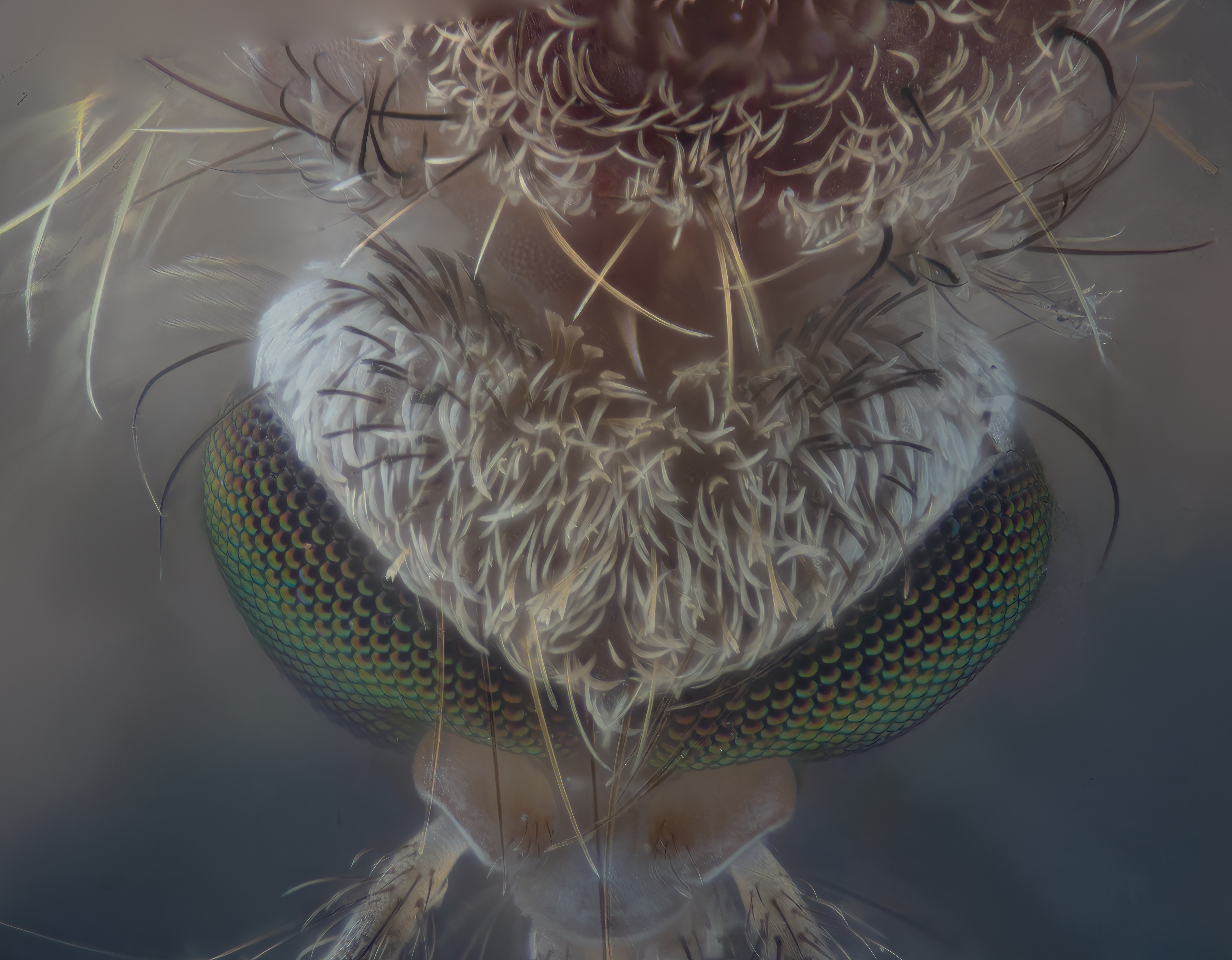
Cabeza de mosquito en detalle, se ven bien los omatidios.

Los mosquitos adultos generalmente se aparean a los pocos días de emerger de la etapa de pupa. En la mayoría de las especies, los machos forman grandes enjambres, generalmente al atardecer, y las hembras vuelan hacia los enjambres para aparearse.
Los machos suelen vivir entre cinco y siete días, alimentándose de néctar y otras fuentes de azúcar. Después de obtener una comida de sangre completa, la hembra descansará durante unos días mientras digiere la sangre y se desarrollan los huevos. Este proceso depende de la temperatura, pero generalmente toma de dos a tres días en condiciones tropicales. Una vez que los huevos están completamente desarrollados, la hembra los pone y reanuda la búsqueda de hospedadores.
El ciclo se repite hasta que la hembra muere. Si bien las hembras pueden vivir más de un mes en cautiverio, la mayoría no vive más de una o dos semanas en la naturaleza. Su esperanza de vida depende de la temperatura, la humedad y su capacidad para obtener una comida de sangre con éxito mientras evita las defensas del huésped y los depredadores.
La longitud del adulto suele estar entre 3 mm y 6 mm. Los mosquitos más pequeños conocidos miden alrededor de 2 mm y los más grandes alrededor de 19 mm. Los mosquitos suelen pesar alrededor de 5 mg. Todos los mosquitos tienen cuerpos delgados con tres segmentos: una cabeza, un tórax y un abdomen.
La cabeza está especializada para recibir información sensorial y para alimentarse. Tiene ojos y un par de antenas largas y de muchos segmentos. Las antenas son importantes para detectar los olores del huésped, así como los olores de los sitios de reproducción donde las hembras ponen huevos. En todas las especies de mosquitos, las antenas de los machos en comparación con las hembras son notablemente más tupidas y contienen receptores auditivos para detectar el lloriqueo característico de las hembras.

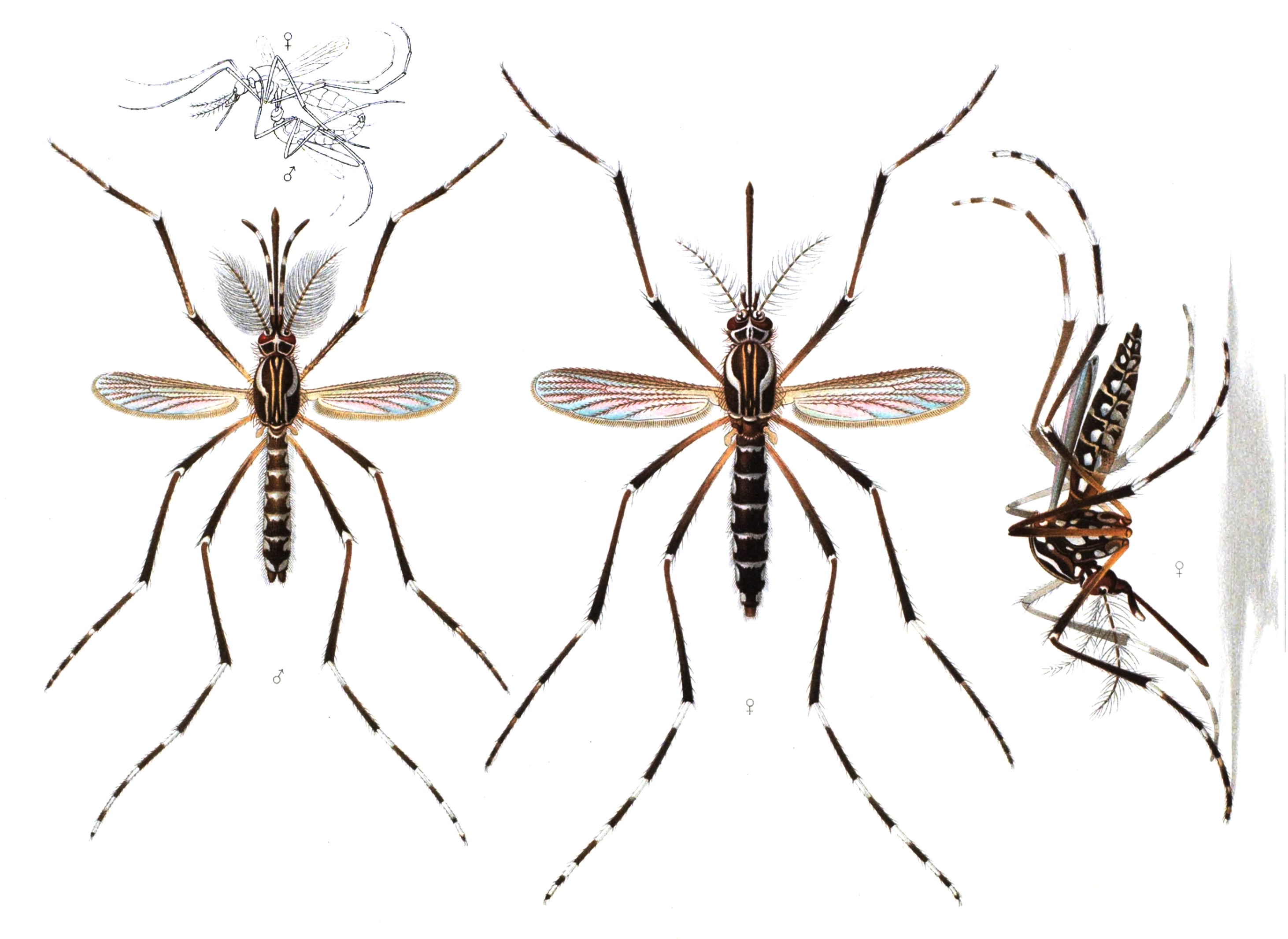
Mosquito adulto vector de la fiebre amarilla Aedes aegypti, típico de la subfamilia Culicinae. Observe las antenas tupidas y los palpos más largos del macho a la izquierda frente a las hembras a la derecha.

Los ojos compuestos están claramente separados entre sí. Sus larvas solo poseen un ocelo de ojo de hoyo. Los ojos compuestos de los adultos se desarrollan en una región separada de la cabeza. Se agregan nuevos ommatidios en filas semicirculares en la parte posterior del ojo. Durante la primera fase de crecimiento, esto hace que los omatidios individuales sean cuadrados, pero más adelante en el desarrollo se vuelven hexagonales. El patrón hexagonal solo se hará visible cuando se mude el caparazón del escenario con ojos cuadrados.
La cabeza también tiene una probóscide alargada, que se proyecta hacia adelante, similar a un aguijón, que se usa para alimentarse, y dos palpos sensoriales. Los palpos maxilares de los machos son más largos que sus probóscides, mientras que los palpos maxilares de las hembras son mucho más cortos. En las especies chupasangre típicas, la hembra tiene una probóscide alargada.
El tórax está especializado en la locomoción. Tres pares de patas y un par de alas están unidos al tórax. El ala del insecto es una consecuencia del exoesqueleto. El mosquito Anopheles puede volar hasta cuatro horas de forma continua a una velocidad de 1 a 2 km/h, viajando hasta 12 km en una noche. Los machos baten sus alas entre 450 y 600 veces por segundo.
El abdomen está especializado para la digestión de alimentos y el desarrollo de huevos; el abdomen de un mosquito puede contener tres veces su propio peso en sangre. Este segmento se expande considerablemente cuando una hembra ingiere sangre. La sangre se digiere con el tiempo, sirviendo como fuente de proteínas para la producción de huevos, que gradualmente llenan el abdomen.

## Desarrollo

Anatomía de una larva de Culex

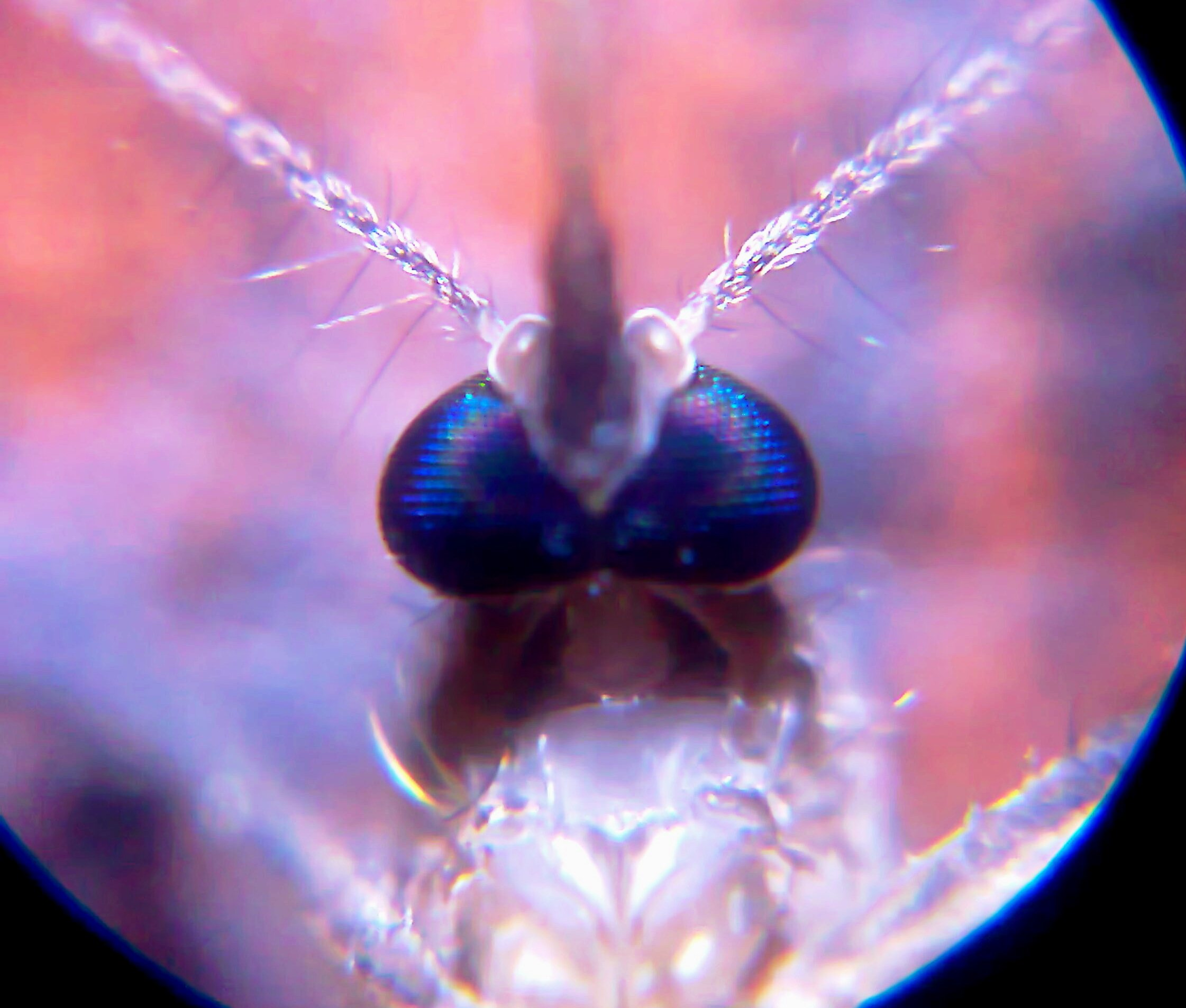
Imagen microscópica de la cabeza

Ciclo vital del mosquito

Como en otros insectos holometábolos (con metamorfosis completa) el desarrollo atraviesa cuatro fases distintas: huevo, larva, pupa y adulto. Las larvas carecen de patas; el tórax es más ancho que el abdomen. Son acuáticas.  Muchas especies tienen un tubo o sifón al final del abdomen que les permite respirar en el aire.Son bastante movibles. Se alimentan de algas, protozoos y residuos orgánicos. 
La tasa de crecimiento corporal  depende de la especie y de la temperatura. Por ejemplo, Culex tarsalis puede completar su ciclo vital en 14 días a 20 °C y en sólo diez días a 25 °C. Algunas especies tienen ciclos vitales de apenas siete días y otras, en el extremo opuesto, de varias semanas. Las larvas de Ochlerotatus detritus se pueden desarrollar lentamente a bajas temperaturas durante más de un mes.
Las larvas de culícidos se encuentran en casi cualquier masa de agua que se encuentre estancada durante al menos una semana, desde el ecuador hasta casi el círculo polar ártico. Así podemos encontrar larvas en pantanos, marismas, canales, charcos, riberas de ríos, costas, agujeros de árboles, axilas foliares, interior de plantas carnívoras, bidones, cisternas y todo tipo de recipientes al aire libre. No es necesario que haya una gran cantidad de agua. En la mayoría de casos, una altura de 1 cm de agua puede ser suficiente para completar su etapa larvaria.

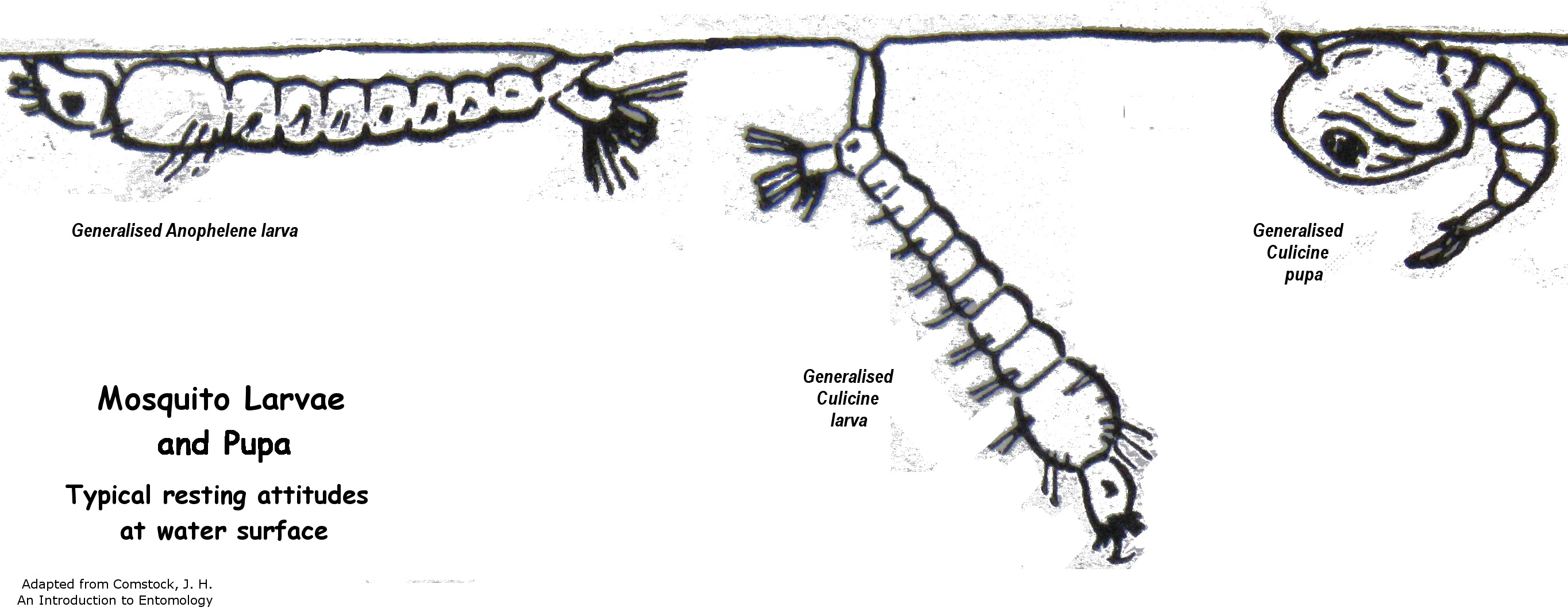
Larvas y pupa de mosquito en la superficie del agua

Generalmente, los huevos quedan inactivos a temperaturas bajas o en periodos de sequía, esperando condiciones favorables para desarrollarse. Así por ejemplo las hembras de los géneros Aedes y Ochlerotatus suelen depositarlos en lugares propensos a inundarse como marismas, zonas deprimidas e inundables, recipientes o huecos de árboles, esperando mareas o lluvias que inunden sus hábitats.
Tanto las fases preimaginales (larvas y pupas) como los adultos, son depredados por una gran diversidad de organismos. Las fases acuáticas son atacadas por diversas especies de  peces, renacuajos de anfibios, larvas de escarabajos acuáticos, notonéctidos y muchos otros grupos de insectos. Los adultos son depredados por arañas, libélulas, anfibios, aves, murciélagos así como otros grupos de insectos.

## Taxonomía y evolución
El mosquito más antiguo conocido con una anatomía similar a la de especies modernas fue encontrado en ámbar canadiense del Cretácico. Otra especie relacionada aún más antigua fue encontrada en ámbar birmano de 90 a 100 millones de años. Recientemente se han encontrado dos mosquitos fósiles de 46 millones de años de antigüedad con cambios morfológicos muy pequeños comparados con especies recientes. Estos fósiles son los más antiguos con presencia de sangre en el abdomen.
Se piensa que las especies de  Anopheles del Nuevo y Viejo Mundo divergieron evolutivamente hace alrededor de 95 millones de años.

### Subfamilias
- Anophelinae
- Culicinae

### Géneros

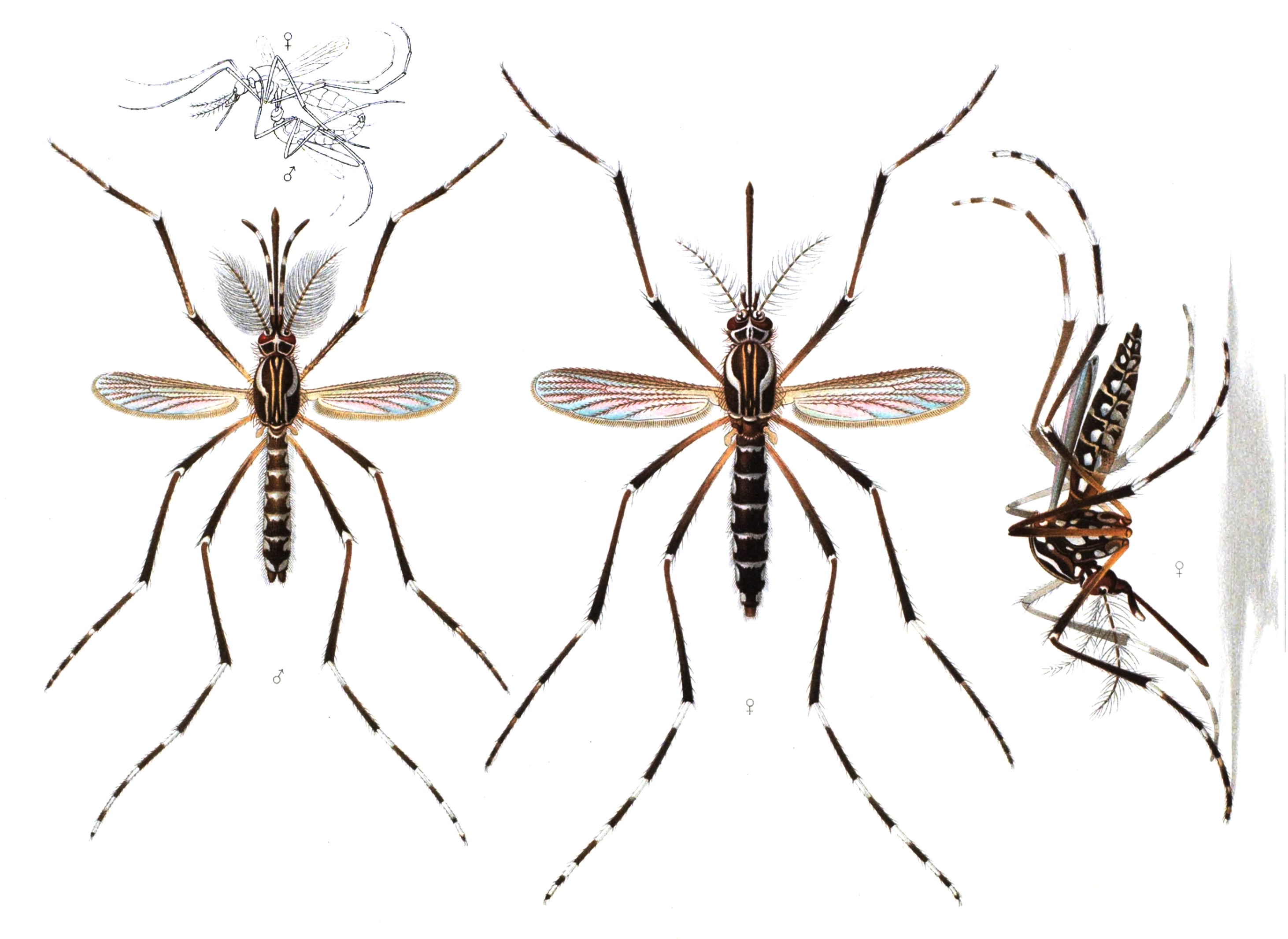
Adultos del mosquito de la fiebre amarilla Aedes aegypti, miembro típico de la subfamilia Culicinae. Macho, izquierda, hembras a la derecha. Nótese que el macho tiene antenas más gruesas y plumosas

- Aedeomyia
- Aedes
- Anopheles
- Armigeres
- Ayurakitia
- Borachinda
- Coquillettidia
- Culex
- Culiseta
- Deinocerites
- Eretmapodites
- Ficalbia
- Galindomyia
- Haemagogus
- Heizmannia
- Hodgesia
- Isostomyia
- Johnbelkinia
- Kimia
- Limatus
- Lutzia
- Malaya
- Mansonia
- Maorigoeldia
- Mimomyia
- Onirion
- Opifex
- Orthopodomyia
- Psorophora
- Runchomyia
- Sabethes
- Shannoniana
- Topomyia
- Toxorhynchites
- Trichoprosopon
- Tripteroides
- Udaya
- Uranotaenia
- Verrallina
- Wyeomyia

## Enfermedades
Como otros insectos hematófagos, los culícidos son vectores de enfermedades infecciosas. Los esfuerzos para erradicar éstas a menudo eligen como blanco la exterminación de los vectores, porque para el agente infeccioso con frecuencia no existen terapias curativas eficaces, como en la fiebre amarilla o la encefalitis japonesa , o ni siquiera vacunas, como la malaria. Tradicionalmente se les ha combatido tanto en su fase larvaria como en estado adulto, desecando zonas inundables o tratando con insecticidas sus focos de cría y lugares de reposo incluyendo casas. Estas actuaciones comportaron a menudo efectos secundarios ambientales más o menos graves. Antes de la aparición de insecticidas se aplicó la lucha biológica en gran medida, usando peces depredadores, murciélagos y hasta libélulas. Actualmente, en la mayoría de países desarrollados, la lucha contra los mosquitos se basa en el control integrado y en especial en el control larvario usando bacterias tóxicas contra los mosquitos como es el caso de Bacillus thuringiensis var. israelensis.

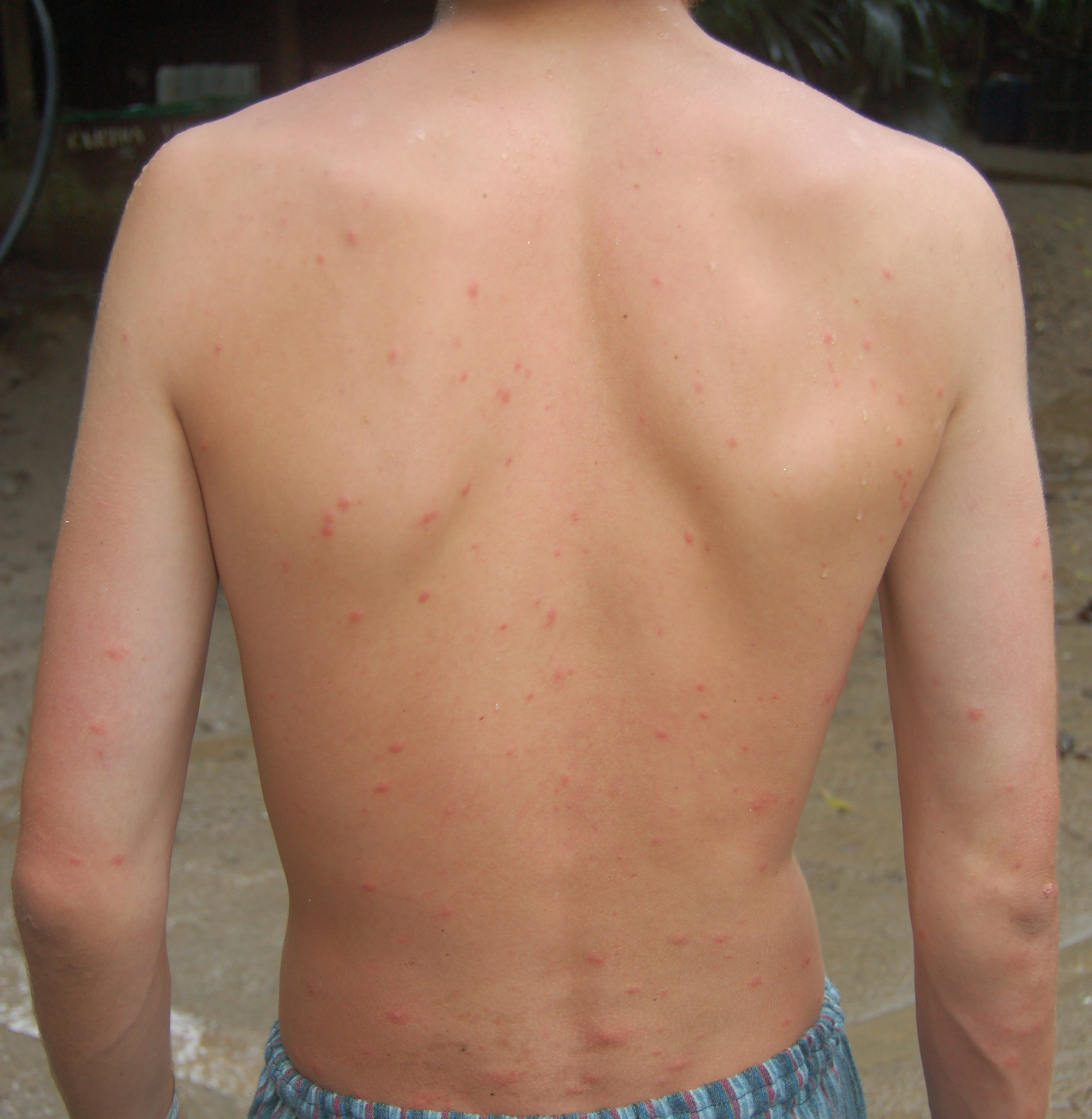
Picaduras de mosquito en la espalda.

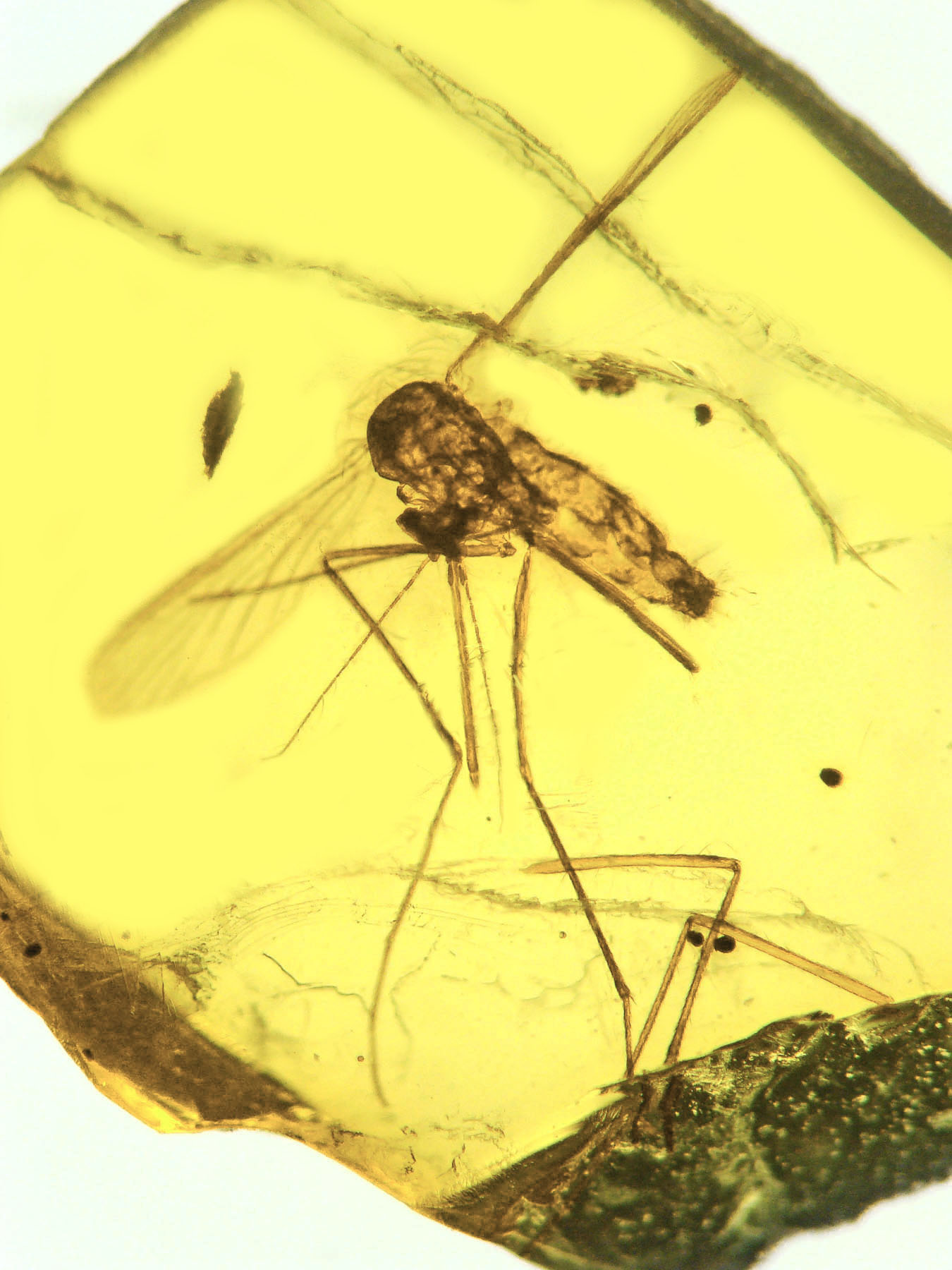
El fósil más antiguo (Culex malariager) con presencia de Plasmodium malaria

- El vector de la malaria humana está constituido por diversas especies del género Anopheles. Esta enfermedad es la enfermedad infecciosa que causa más morbilidad y mortalidad, con más de 200 millones de casos cada año en todo el mundo y es uno de los factores que más inciden en la economía de los países más afectados, especialmente en el continente africano. Anopheles gambiae y Anopheles funestus son probablemente las especies animales que más muertes causan en humanos debido a la transmisión de esta letal enfermedad.[26]

- El vector principal de la fiebre amarilla (Aedes (Stegomyia) aegypti) es un mosquito que puede ser huésped del virus del dengue y el de la  fiebre amarilla, así como de otras enfermedades causadas principalmente por virus. Es miembro del subgénero Stegomyia dentro del género Aedes.

- En zonas endémicas el mosquito tigre (Aedes albopictus) es vector en la trasmisión de enfermedades como el dengue en América Central, del Sur y zona del Pacífico, la fiebre amarilla, la fiebre del chikunguña y como otras especies de Culícidos, puede ser transmisor de otras enfermedades, especialmente arbovíricas.

- Culex pipiens, quizás el mosquito más común en Europa, es vector de una enfermedad actualmente emergente en Norteamérica, la fiebre del Nilo Occidental llamada en inglés West Nile Fever, aunque de presencia más antigua en el Viejo Mundo. El reservorio del virus, como en otros muchos casos, se encuentra en las aves.[27]

## Servicios de los ecosistemas
Además de su papel como transmisores de enfermedades humanas y de animales, los mosquitos tienen otras funciones en los ecosistemas, proporcionando ciertos servicios. Los machos adultos y también las hembras de muchas especies visitan las flores para alimentarse de néctar, así realizan polinización. Son parte significante de ecosistemas en zonas húmedas, donde desempeñan un papel en el ciclo del carbono y del nitrógeno al punto de ser considerados bioindicadores por algunos biólogos como Martina Schäfer (2004) y Willott (2004). Contribuyen a la biodiversidad de los llamados puntos calientes (lugares de mayor diversidad de especies en la tierra).
Las larvas son parte del zooplancton de numerosas zonas húmedas, pero con características diferentes a las de otros dípteros. Las larvas y adultos son una fuente de nutrición de numerosos depredadores (insectos, peces, anfibios, lagartijas, aves). Transfieren biomasa de los ambientes acuáticos a la tierra. Algunas larvas constituyen una parte importante de la biomasa de ecosistemas acuáticos, alimentándose de microorganismos y desechos orgánicos, purificando así el agua. Participan en la purificación de aguas estancadas y sus cadáveres y desechos contribuyen nitrógeno como fertilizante de plantas.